# East Franklin (Nueva Jersey)
East Franklin es un lugar designado por el censo ubicado en el condado de Somerset en el estado estadounidense de Nueva Jersey. En el año 2010 tenía una población de 8,669 habitantes.

## Geografía
East Franklin se encuentra ubicado en las coordenadas 40°30′0.37″N 74°28′14.89″O / 40.5001028, -74.4708028.